# Општина Киуза (Бистрица-Насауд)
Киуза (рум. Chiuza) општина је у Румунији у округу Бистрица-Насауд.
Oпштина се налази на надморској висини од 291 m.